# إدي سواريز
إدي سواريز (مواليد 28 يناير 1969) هو ملاكم كوبي، مثّل بلاده في الألعاب الأولمبية الصيفية 1992.

## روابط خارجية
إدي سواريز على موقع أوليمبيديا (الإنجليزية)